# E653
E653 eller Europaväg 653 är en europaväg som går från Letenye i Ungern till Maribor i Slovenien. Längd omkring 110 km.

## Sträckning
Letenye - Tornyiszentmiklós - (gräns Ungern-Slovenien) - Pince - Murska Sobota - Lenart  - Maribor
Det är den enda europavägen över gränsen mellan Ungern och Slovenien.

## Standard
Vägen är motorväg hela vägen och följer den slovenska motorvägen A5 och den ungerska motorvägen M70.

## Anslutningar till andra europavägar
| - E65 - E71 |  | - E57 - E59 |